# Чарлакта
Чарлакта (калм. Чарлягта) — посёлок в Октябрьском районе Калмыкии, входит в состав Цаган-Нурского сельского муниципального образования.
Население - 49 (2010)

## Название
Название посёлка производно от калм. Чарлягта (совм. п от калм. Чарляг - чердак), которое можно перевести как "с чердаком". Название, скорее всего, было обусловлено наличием в Чарлакте редких в начале 20-го века в Калмыкии домов с чердаками.

## История
Дата основания не установлена. Предположительно основан в начале 1920-х годов в рамках политики привлечения к оседлости коренного населения. Посёлок отмечен на довоенной карте РККА. С 1938 года в составе Цаган-Нурского  сельсовета относился к Кетченеровскому улусу Калмыцкой АССР.
28 декабря 1943 года калмыцкое население было депортировано, посёлок, как и другие населённые пункты Кетченеровского улуса Калмыцкой АССР, был передан Астраханской области. Впоследствии переименован в село Полевое. Село относилось к Никольскому району Астраханской области.
Калмыцкое население стало возвращаться после отмены ограничений по передвижению в 1956 году. Посёлок возвращён вновь образованной Калмыцкой автономной области в 1957 году. Позднее переименован в посёлок Озёрный. В 1967 году включён в состав Октябрьского района Калмыцкой АССР
Дата возвращения названия Чарлакта не установлена.

## Физико-географическая характеристика
Посёлок расположен в пределах Сарпинской низменности (северо-западная часть Прикаспийской низменности), на восточном берегу озера Сарпа (Цаган-Нур), на высоте около 1 метра над уровнем моря. Рельеф местности равнинный. Со всех сторон посёлок окружён пастбищными угодьями.
По автомобильной дороге расстояние до столицы Калмыкии города Элиста составляет 190 км, до районного центра посёлка Большой Царын - 99 км, до административного центра сельского поселения посёлка Цаган-Нур - 11 км. Через посёлок проходит автодорога Цаган-Нур - Сарпа.
Климат
Климат умеренный резко континентальный (согласно классификации климатов Кёппена  — Bsk), с жарким и засушливым летом и относительно холодной и малоснежной зимой. Среднегодовая температура воздуха положительная и составляет + 9,3 °C. Средняя температура самого холодного месяца января - 6,3 °C, самого жаркого месяца июля + 25,1 °C. Расчётная многолетняя норма осадков — 295 мм. В течение года количество выпадающих осадков распределено относительно равномерно: наименьшее количество осадков выпадает в период с марта по апрель (по 18 мм) и в октябре (19 мм), наибольшее — в июне (32 мм)
Часовой пояс
Чарлакта, как и вся Республика Калмыкия, находится в часовой зоне МСК (московское время). Смещение применяемого времени относительно UTC составляет +3:00.

## Население
| 2002 | 2010 |
| ---- | ---- |
| 56   | ↘49  |

Национальный состав
Согласно результатам переписи 2002 года в посёлке проживали калмыки (100 %)
| Национальность | Численность (2010) | Процент |
| -------------- | ------------------ | ------- |
| Калмыки        | 49                 | 100%    |
| Всего          | 49                 | 100%    |